# Polycelis eburnea
Polycelis eburnea is een platworm (Platyhelminthes). De worm is tweeslachtig. De soort leeft in of nabij zoet water.
Het geslacht Polycelis, waarin de platworm wordt geplaatst, wordt tot de familie Planariidae gerekend. De wetenschappelijke naam van de soort werd, als Sorocelis eburnea, voor het eerst geldig gepubliceerd in 1912 door Anton Muth.